# Elay Ershad
Elay Ershad là một cựu chính khách người Afghanistan và là cựu thành viên Quốc hội Afghanistan (Wolesi Jirga). Bà từng là người phát ngôn của Tổng thống Ashraf Ghani, và gán cho ông này danh xưng "kẻ nhát gan" vì đã bỏ trốn sau khi Kabul rơi vào tay Taliban.

## Sự nghiệp
Elay tốt nghiệp cử nhân chuyên ngành Luật và Chính trị học Khoa Ngoại giao của Đại học Kabul, rồi sau được nhà trường giữ lại làm trợ giảng tại Khoa Luật và Chính trị học.
Elay từng giữ nhiều chức vụ khác nhau trong chính phủ của Ashraf Ghani trước khi Taliban tiếp quản đất nước này. Những vị trí mà bà đảm nhiệm bao gồm Chủ tịch Ủy ban Giáo dục, Giáo dục Đại học, Các Vấn đề Văn hóa và Tôn giáo, cố vấn chung và trợ lý điều hành cho Bộ trưởng Bộ Nội vụ và Bộ trưởng Bộ giáo dục ở Afghanistan. Ngoài ra, Elay còn là thành viên Ủy ban Điều phối Nữ Nghị sĩ của Liên minh Nghị viện Thế giới. Trong chế độ cũ thì bà cũng là dân biểu chính đảng Sự thật và Công lý ở Afghanistan.